# Bardonia
Bardonia és una concentració de població designada pel cens dels Estats Units a l'estat de Nova York. Segons el cens del 2000 tenia 4.367 habitants.

## Demografia
Segons el cens del 2000, Bardonia tenia 4.367 habitants, 1.450 habitatges, i 1.189 famílies. La densitat de població era de 658,6 habitants per km².
Dels 1.450 habitatges en un 38,1% hi vivien nens de menys de 18 anys, en un 72,7% hi vivien parelles casades, en un 7% dones solteres, i en un 18% no eren unitats familiars. En el 15,9% dels habitatges hi vivien persones soles el 9,6% de les quals corresponia a persones de 65 anys o més que vivien soles. El nombre mitjà de persones vivint en cada habitatge era de 3,01 i el nombre mitjà de persones que vivien en cada família era de 3,37.
Per edats la població es repartia de la següent manera: un 25,2% tenia menys de 18 anys, un 7,1% entre 18 i 24, un 23,8% entre 25 i 44, un 31% de 45 a 60 i un 12,9% 65 anys o més.
L'edat mediana era de 41 anys. Per cada 100 dones de 18 o més anys hi havia 90,8 homes.
La renda mediana per habitatge era de 96.068 $ i la renda mediana per família de 104.415 $. Els homes tenien una renda mediana de 70.060 $ mentre que les dones 43.700 $. La renda per capita de la població era de 37.677 $. Entorn del 0,8% de les famílies i l'1,4% de la població estaven per davall del llindar de pobresa.